# Bama
Bama  là một tổng tại tỉnh Houet ở tây nam Burkina Faso. Thủ phủ là thị xã Bama..

## Các thị xã và làng xã
Badara, Banahorodougou, Banakeledaga, Desso, Diaradougou, Kouroukan, Lanfiera, Natema, Nieguema, Samandeni, Sandimisso, Sangoulema, Saoulemi, Seguere, Soungaledgaga, Souroukoudougou, Tanwogoma, Toukoro, Vallée du Kou, Yirwal và Ziga.